# Bernard de Jussieu
Bernard de Jussieu (Lyon, 17 de agosto de 1699 - París, 6 de noviembre de 1777) fue un médico y botánico francés.

## Biografía
Bernard de Jussieu nació en Lyon, y se educó en el colegio de los Jesuitas de Lyon. En 1716 acompañó a su hermano Antoine en un viaje por España, donde se conformó como un botánico entusiasta.
Fue llamado a París por su hermano Antoine, a los requerimientos del botánico Sébastien Vaillant, y después de la muerte de Vaillant en 1722 fue designado como su sucesor en el puesto de profesor en el Jardin des Plantes.
En 1725 sacó a la luz una nueva edición de la Histoire des plantes qui naissent aux environs de París, 2 vols. de Joseph Pitton de Tournefort, que más tarde se traduciría al inglés por John Martyn, el trabajo original estaba incompleto. En el mismo año se le admitió en la Academia Francesa de las Ciencias, y presentó varias comunicaciones en este organismo.
Tiempo después Abraham Trembley (1700-1784) publicó su Histoire des polypes d'eau douce, Bernard de Jussieu mantenía la creencia de que estos organismos eran animales, y no las flores de plantas marinas, entonces la creencia generalizada; y para confirmar su punto de vista, hizo tres viajes a la costa de Normandía. También babía separado las ballenas de los peces, situándolas entre los mamíferos. Los pocos escritos que sobre botánica había publicado (1739-1742), tratan de tres plantas acuáticas. Singularmente modesto y retraído, publicó muy poco.
En 1759 al ser nombrado superintendente del Jardín Real por Luis XV, reordenó las plantas del Jardín Real del Trianon de Versalles, de acuerdo con sus propios esquemas de clasificación. La distribución está recogida en Genera plantarum por su sobrino Antoine Laurent de Jussieu, y forma la base de este trabajo. No se preocupó en adquirir méritos, ni en publicar sus descubrimientos, a no ser que fueran hechos públicos. A la muerte de su hermano Antoine podía haberle sucedido en su puesto, pero recayó sobre L. G. Lemonnier para asumir la plaza.

## Honores
En 1737 Linneo nombró en su honor, el género Jussieua perteneciente a la familia Onograceae, y que actualmente incluye unas treinta y seis especies tropicales sudamericanas.
El asteroide (9470) Jussieu lleva este nombre en honor de la familia Jussieu.

## Obra
Bernard de Jussieu, encargado de la catalogación de las plantas del jardín botánico de Trianon, fue pionero en la introducción de un sistema vegetal natural dispuesto conforme a las afinidades anatómicas. Su trabajo clasificatorio fue difundido y enriquecido posteriormente por su sobrino Antoine-Laurent de Jussieu, quien propuso, además, la definición de las familias vegetales a partir de caracteres ordenados jerárquicamente.